# Малиновка (Кирсановский район)
Малиновка — упразднённый посёлок в Кирсановском районе Тамбовской области России. Входил в состав Калаисского сельсовета.

## География
Посёлок находится в восточной части Тамбовской области, в лесостепной зоне, в пределах Окско-Донской равнины, на расстоянии примерно 10 километров (по прямой) к юго-западу от города Кирсанова, административного центра района. К северу от посёлка проходит автодорога федерального значения Р208. Абсолютная высота — 153 метра над уровнем моря.
Климат
Климат характеризуется как умеренно континентальный с недостаточным и неустойчивым увлажнением. Среднегодовое количество осадков составляет 470—510 мм. Средняя температура января составляет −11,3 °С, июля — +20,4 °С.

## История
Основана в 1920 году. По данным 1926 года имелось 26 хозяйств и проживало 148 человек (79 мужчин и 69 женщин). В административном отношении деревня входила в состав Иноковской волости Кирсановского уезда Тамбовской губернии.

## Население
| 2010 |
| ---- |
| 0    |